# Kasia Smutniak
Kasia Anna Smutniak (13 de agosto de 1979, Piła), más conocida como Kasia Smutniak, es una modelo y actriz polaca. Habla con fluidez polaco, ruso, inglés e italiano.

## Biografía
Hija de un general de la Fuerza Aérea Polaca, Smutniak siempre tuvo cierta pasión por los aviones desde niña y a los 16 años ya tenía un carné de vuelo para planeadores. Un año más tarde participó en un importante concurso de belleza polaco en el que consiguió el segundo puesto. Comenzó a trabajar como modelo para destacadas empresas de moda japonesas, estadounidenses, inglesas e italianas, país donde reside desde 1998 y donde se hizo popular gracias a una campaña publicitaria de TIM en 2002. 
Su debut como actriz fue en Al momento giusto (2000), dirigida por Giorgio Panariello, y empezó a compaginar sus trabajos en la gran pantalla con la pequeña pantalla: la miniserie dirigida por Raffaele Mertes Questa è la mia terra (2006-2008) y la dirigida por Marco Turco y dedicada al cantante Rino Gaetano Rino Gaetano - Ma il cielo è sempre più blu (2007)
Entre sus trabajos para la gran pantalla destacan: Ora e per sempre, dirigida por  Vincenzo Verdecchi y 13dici a tavola, de Enrico Oldoini, ambos filmes de 2004, y Nelle tue mani, dirigida por Peter Del Monte (2007), gracias al cual recibió el Globo d’oro como actriz revelación del año.
En 2009 participa en las películas Tutta colpa di Giuda, de Davide Ferrario y Barbarossa, dirigida por Renzo Martinelli y en 2010: From Paris with Love, de Pierre Morel, Scontro di civiltà per un ascensore a Piazza Vittorio, dirigida por Isotta Toso y La passione, de Carlo Mazzacurati.

### Vida privada
Ha sido pareja de Pietro Taricone, (actor y exconcursante del reality show Gran Hermano, conocido en el set de Radio West), relación que terminó con la muerte de él tras un accidente de paracaidismo el 29 de junio de 2010. De su unión nació su hija Sophie el 4 de septiembre de 2004.

## Filmografía

### Cine
- Al momento giusto, dirigida por Giorgio Panariello e Gaia Gorrini (2000)
- Haker, dirigida por Janusz Zaorski (2002)
- Radio West, dirigida por Alessandro Valori (2003)
- Ora e per sempre, dirigida por  Vincenzo Verdecchi (2004)
- 13dici a tavola, dirigida por Enrico Oldoini (2004)
- Nelle tue mani, dirigida por Peter Del Monte (2007)
- Moscati - il medico dei poveri, dirigida por Giacomo Campiotti  (2007)
- Carnera - The Walking Mountain, dirigida por Renzo Martinelli (2008)
- Caos calmo, dirigida por Antonello Grimaldi (2008)
- Tutta colpa di Giuda, dirigida por Davide Ferrario (2009)
- Barbarossa, dirigida por Renzo Martinelli (2009)
- Goal! III, dirigida por Andrew Morahan (2009)
- From Paris with Love, dirigida por Pierre Morel (2010)
- Scontro di civiltà per un ascensore a Piazza Vittorio, dirigida por Isotta Toso (2010)
- La passione, dirigida por Carlo Mazzacurati (2010)
- Benvenuto presidente!, dirigida por Riccardo Milani (2013)
- Allacciate le cinture, dirigida por Ferzan Özpetek  (2014)
- Perfetti sconosciuti, dirigida por Paolo Genovese  (2016)
- Moglie e marito, dirigida por Simone Godano (2017)
- Loro_(film), dirigida por Paolo Sorrentino (2018)

### Televisión
- Ultimo - L'infiltrato, dirigida por Michele Soavi - película de televisión - Canale 5 (2004)
- Questa è la mia terra, dirigida por Raffaele Mertes - miniserie de TV - Canale 5 (2006)
- La moglie cinese, dirigida por Antonello Grimaldi - miniserie de TV - Rai Uno (2006)
- Giuseppe Moscati, dirigida por Giacomo Campiotti - miniserie de TV - Rai Uno (2007)
- Rino Gaetano - Ma il cielo è sempre più blu, dirigida por Marco Turco - miniserie de TV - Rai Uno (2007)
- Questa è la mia terra - Vent'anni dopo, dirigida por Raffaele Mertes - miniserie de TV - Canale 5 (2008)
- Il commissario De Luca, dirigida por Antonio Frazzi - miniserie de TV - Rai Uno - Episodio:  Indagine non autorizzata (2008)
- Carnera - Il campione più grande, dirigida por Renzo Martinelli - Miniserie TV (adattamento televisivo del film Carnera - The Walking Mountain) - Canale 5 (2008)
- 2021. Protagoniza la serie "Domina" (2 temporadas). Interpreta a Livia Drusilla, la poderosa esposa del emperador romano Augusto César.

### Publicidad
- TIM (2002-2003)

### Premios
- Globo d'oro - Actriz revelación del año en Italia por su papel en Nelle tue mani (2008)